# Месье (фильм)
«Месьё» (фр. Monsieur) — кинокомедия 1964 года французского режиссёра Жан-Поль Ле Шануа́ с Жаном Габеном в главной роли.

## Сюжет
После похорон своей жены муж-банкир узнает о её неверности на протяжении многих лет. С горя он решает утопиться в Сене, но случайно встреченная на берегу бывшая служанка отговаривает его от этого поступка. Месьё решает начать жизнь с нуля. И, инсценировав самоубийство, начинает жить как обычный мажордом в доме богачей Бернадак.

## В ролях
- Жан Габен — Месьё
- Лизелотта Пульвер — Элизабет Бернадак
- Мирей Дарк — Сюзанна
- Филипп Нуаре — Эдмон Бернадак
- Берта Гранваль — Натали Бернадак
- Жан Лефевр — детектив
- Марина Берти — Мадам Данони
- Жан-Поль Мулино — месьё Фламан, нотариус
- Жан-Пьер Дарра — Хосе
- Петер Фогель — Мишель Корбайль
- Хайнц Блау — Ален Бернадак
- Морис Мартин — Жюстин
- Андре — Антуан
- Ален Бюветт — Марк
- Клаудио Гора – Данони

## Съёмочная группа и производство
- Режиссёр: Жан-Поль Ле Шануа
- Сценаристы: Жорж Дарье, Паскаль Жарден

по пьесе Клода Жевеля
- Продюсер: Раймон Данон
- Оператор: Луи Паж
- Композитор: Жорж ван Парис
- Монтаж: Эмма Ле Шано
- Художник-постановщик: Жан Мандаро
- Костюмы: Мари Мартен

Совместное производство «Films Copernic» (Франция), «Zebra Films» (Италия), «Corona Filmproduktion» (ФРГ).
В прокат вышел 22 апреля 1964 года во Франции, 28 августа — в ФРГ.